# Административное деление Рязани

Районы города Рязани

Рязань — административный центр Рязанской области, город областного значения. Вместе с прилегающими территориями образует городской муниципалитет, являющийся также центром Рязанского района.
Административно город разделён на 5 городских районов, управляемых префектурами. Районы в свою очередь делятся на территории, сохранившиеся после административной реформы по укрупнению районов.
Районы города не являются муниципальными образованиями.

## История
В соответствии с Указом Президиума Верховного совета РСФСР от 23.06.1951 г., Исполнительный комитет Рязанского городского Совета депутатов трудящихся (решение № 5351 от 03.07.1951 г.) образовал в городе Рязани три района: Октябрьский, Советский и Железнодорожный.
На основании Указа Президиума Верховного совета РСФСР № 372 от 31.03.1972 года был образован Московский район, выделенный из состава Железнодорожного района.
16 декабря 2024 года на заседании комитета по вопросам местного самоуправления Рязанской городской думы было предложено создание в Рязани пятой префектуры, отвечающей за управление Солотчей. 23 декабря городская дума утвердила это решение, а сама префектура приступила к работе 1 января 2025 года. По словам мэра Рязани Виталия Артёмова, финансирование новой префектуры будет осуществляться с туристического налога, введённого в городе в этом же году.

## Районы
| Название        | Площадь, км² | Население, чел. | Код ОКАТО  |
| --------------- | ------------ | --------------- | ---------- |
| Железнодорожный | 53,2         | ↘119 463        | 61 401 365 |
| Московский      | 52,4         | ↘178 691        | 61 401 370 |
| Советский       | 63,8         | ↘70 076         | 61 401 380 |
| Октябрьский     | 54,6         | ↘154 973        | 61 401 375 |
| Солотчинский    | 27,9         | 4600            |            |

## Территории
В 1990-е годы во время проведения административно-территориальной реформы город был разделён на 4 округа, которые, в свою очередь, были подразделены на районы. В середине 2000-х годов произошло укрупнение районов с возвращением к советской системе разделения.
Бывшие городские районы теперь не имеют управленческого статуса и существуют как территории. Некоторые из них полностью заняты промышленными предприятиями и заводами-гигантами, в них нет жилых зданий. Луковский лес, Хамбушевская роща, Лесопарковый, в свою очередь, являются полностью рекреационными, они заняты памятниками природы, парковыми территориями и заказниками.
Рязанский Кремль имеет особый статус федерального историко-архитектурного музея-заповедника.